# 湊川えみ
湊川 えみ（みながわ えみ、1991年〈平成3年〉12月17日 - ）は、日本の女優。埼玉県本庄市出身。レイ・グローエンタテインメント所属。

## 人物
趣味は読書、水族館巡り、ランニング。特技は、ダンス、剣道（三段）。

## 出演

### 映画
- バイプレイヤーズ（2021年）
- よだかの片思い (2022年）
- ふたたび清里で（2023年）安藤あかり 役

### テレビドラマ
- アライブ 第2話（2020年、CX）
- 火曜ドラマ「ユニコーンに乗って」 第3話（2022年、TBS）母親 役
- 日曜劇場「オールドルーキー」 第4話、第7話（2022年、TBS）高橋葵 役
- 金曜ドラマ「クロサギ」 第3話（2022年、TBS）安藤 役
- 「罠の戦争」第9話（2023年、CX）鶴巻の秘書 役
- 「大病院占拠」第8話（2023年、NTV）備前本部長秘書 役
- 「おもかげ」（2023年、NHK）おカヨ 役
- 「勝利の法廷式」CASE2（2023年、ytv・NTV）恵理 役

### 配信ドラマ
- 愛なき森で叫べ（2019年、Netflix）
- 全裸監督シーズン2 第5話（2020年、Netflix）社長秘書 役

### CM
- Cygames（2018年）
- 花王「花王ビオレZ」（2019年）
- セルスター「ドライブレコーダー」（2020年）
- 森永乳業「トマトヨーグルト」（2020年）
- ヤマダ電機（2021年）
- アウトソーシングテクノロジー（2022年）
- 湯快リゾート（2022年）
- 出光興産「ふるさと給油」（2022年）
- ライフガーデンあずま (2022年）
- 星音の湯 シネアド（2022年）
- LIFULL介護（2022年）
- タイヘイ (2022年）
- コープ東北 (2022年）
- AEON全映画館「映画鑑賞マナー」（2022年）
- ファイザー「新型コロナ向けワクチン接種推進」（2023年）
- ソニー損保「火災保険」（2023年）
- みずほ銀行「みずほダイレクトアプリ」（2023年）
- 資生堂 Omise+「忙しいママ」篇（2025年）[4]

### Web･その他
- ユニマット「リタイアメント　コミュニティ」（2019年）
- パソナ (2019年）
- 野菜大丈夫EX（2020年）
- マイナビ農業（2020年）
- 森永乳業「アロエヨーグルト アロエの力」（2020年）
- ビーボ BELTAブランド（2020年）
- 小林製薬「オードムーゲ」（2020年）
- クボタ「Sweet of Sweet」（2020年）
- 三井倉庫ロジスティクス（2021年）
- P&G×スギ薬局 (2021年）
- エレコム（2021年）
- 王子ネピア×スギ薬局（2021年）
- 富士フイルム「アスタリフト」（2021年）
- スギ薬局×クラリチン (2021年）
- Aver「遠隔共有パッケージ」（2021年）
- Luck Rack (2022年）
- 東急ステイアプリ（2022年）
- ポケモン アパレルモデル（2022年）
- GATSBY「コンディショニングオールインワン」（2022年）
- アイリスオーヤマ「アルコールチェッカー」（2022年）
- LayerX「バクラク」（2022年）
- Vaundy「置き手紙」MV（2022年）
- セラティスドリーミー（2022年）
- 三菱電機ITソリューションズ（2022年）
- 森永乳業「ビヒダス」（2022年）
- リドックスサービス（2022年）
- SUZUKI「2022年 新型自動車」（2022年）
- 移住定住PR「先入観」篇（2022年）
- シロカ 「help fee」（2022年）
- 金鳥「ゴキブリムエンダー」（2022年）
- YAOKOプレミアム「蜂蜜カステラ」（2022年）
- ハウス食品 Spice of Life（2022年）
- SBI損害保険（2022年）
- 三菱電機プラントエンジニアリング（2022年）
- 都電交通「とあらん」レポーター（2023年）
- ゴールドリンク「ゴールド積立てくん」ナレーター（2023年）
- モランボン「ジャン焼肉の生ダレ」（2023年）

### 舞台
- イマジンミュージカル「明日に向かって跳べ」
- 「NARUTO -疾風伝- 木の葉秘伝 祝言日和 in J-WORLD TOKYO」 - 春野サクラ 役
- 劇団ハイアーザンザサン「候鳥の羽」 - 進藤つぐみ 役
- スポーツミュージカル「energy　笑う筋肉」作・演出：中村龍史